# Тараканище

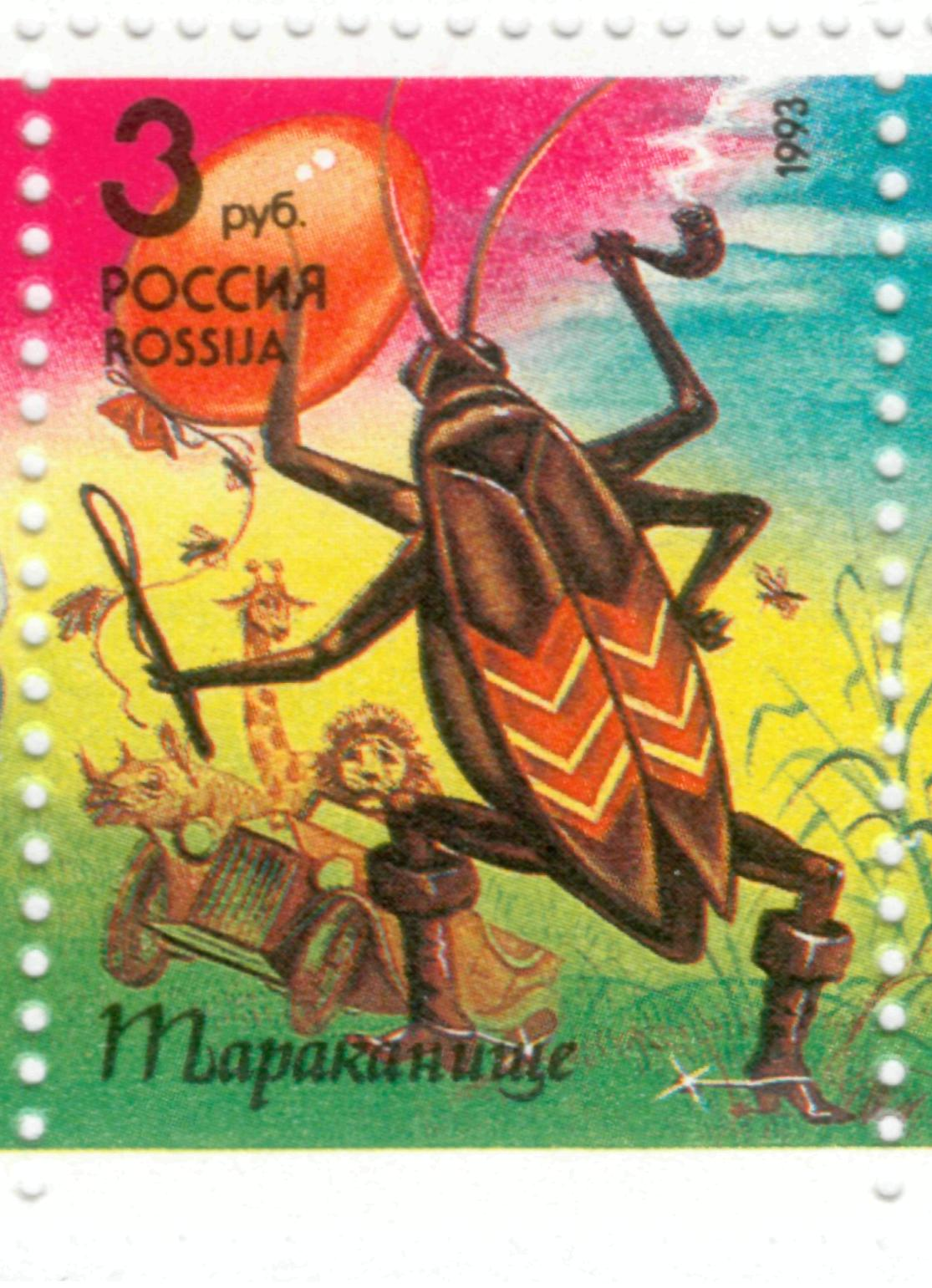
«Тараканище» на российской почтовой марке. 1993

«Тарака́нище» (от слова таракан) — детская сказка в стихах Корнея Чуковского.

## Сюжет
Сказка начинается с описания весёлой поездки зверей. Внезапно из подворотни появляется Таракан, который начинает им угрожать:

Погодите, не спешите,

Я вас мигом проглочу,

Проглочу, проглочу, не помилую!

Звери приходят в ужас: 

Волки от испуга

Скушали друг друга.

Бедный крокодил

Жабу проглотил.

А слониха, вся дрожа,

Так и села на ежа.

Узнав о появлении Таракана, царь зверей Гиппопотам (о том, что именно он царь, известно из более ранней сказки «Крокодил») призывает своих подданных сразиться со злодеем, обещая награду. Звери бросаются в бой, но пугаются тараканьих усов и разбегаются.
Тараканище беспрепятственно становится новым правителем зверей. Он отдаёт следующий приказ:

Принесите-ка мне, звери, ваших детушек,

Я сегодня их за ужином скушаю!

Все расстроены, но боятся Таракана. Однажды поутру Кенгуру начинает увещевать всех, убеждая, что бояться нечего. Бегемоты просят её уйти, но тут прилетает Воробей и склёвывает Таракана. Звери весело празднуют своё освобождение.

## Создание
По словам автора, сказка была написана весной 1921 года.

В 1921 году я весною в два-три дня сочинил две сказки «Мойдодыр» и «Тараканище». Издавать эти сказки было негде. Я обратился к журналисту Льву Клячко с предложением основать детское издательство «Радуга».
— Корней Чуковский. «Заметка автобиографическая» в сборнике «Советские писатели» Автобиографии в двух томах, 1959
Издана впервые в 1923 году в издательстве «Радуга» с иллюстрациями С. Чехонина. Существует мнение, что в период правления Сталина Чуковский якобы очень боялся последствий того, что власть воспримет сказку как сатиру на генерального секретаря ВКП(б). Для того, чтобы не усугублять ситуацию, Чуковский, по мнению некоторых якобы не стал встречаться со своим племянником, опальным в то время математиком Рохлиным.
Также некоторые[кто?] исследователи творчества Чуковского пытаются необоснованно найти политический подтекст:
Страшный великан

Рыжий и усатый

Таракан

С длинными усами

Страшными глазами

Погодите

Не спешите

Я вас мигом

Проглочу

Проглочу

Проглочу…
Однако в годы написания стихотворения Сталин был одним из членов революционного комитета и наркомом по делам национальностей, а аллюзия «села на ежа» в виде наркома Ежова также не выдерживает критики, ведь он в то время был обычным комиссаром Татарского обкома.

## Экранизации
Существует два мультфильма по сказке: 1927 года и 1963 года. В мультфильме «Доктор Айболит» (1984—1985) сюжет «Тараканища» используется наряду с другими произведениями Чуковского.

## Отражение в медиа
В рекламном ролике 2003 года российского средства от насекомых «Раптор» воспроизводится начало («Ехали медведи на велосипеде...») театральной постановки стихотворения. Когда режиссёр зачитывает слова о комариках на воздушном шарике, представление прерывается и следует пэкшот. Лингвист Геннадий Ковалёв считает, что задумка и реализация этого ролика «весьма убоги и натянуты», и уместнее было бы взять за основу «Крокодила» Чуковского, так как маскотом торговой марки является рептильное существо.

## Интересные факты
В  эстонском фольклоре есть сказка со схожим сюжетом в обработке Аугуста Якобсона — «Хвастливый таракан», где таракан тоже хвастает своей силищей и прожорливостью, но в итоге его склёвывает курица.

## В политике
Противники  президента Белоруссии Александра Лукашенко дали ему прозвище «Усатый таракан», являющееся отсылкой к этой детской сказке. Оно получило широкое распространение и стало популярным интернет- мемом. 